# Береника II
Береника II (грч: Βερενίκη Β', 267. или 266. - 221. п. н. е.) је била ћерка киренског краља Мага и Апаме и супруга краља хеленистичког Египта Птолемеја III Еуергета.
После очеве смрти, око 249. пре н. е, Береника је удата за Деметрија Лепог, сина Деметрија Полиоркета. Брак међутим није био успешан пошто је Деметрије постао љубавник своје таште Апаме. Већ око 248. или 247. Береника га је убила у мајчиној ложници, али је Апаму оставила у животу.
Након овог неуспеха удала се за краља Египта Птолемеја III Еуергета. Недуго након свадбе Птолемеј је званично поново основао и преименовао данашњи Бенгази у Беренику. У свом другом браку родила је најмање четворо деце: Птолемеја IV Филопатора, Арсиноју III, Мага и Беренику. Током похода Птолемеја III на Сирију, Береника је своју ошишану косу послала као заветни дар посвећен Афродити у град Зефиријум у Малој Азији (данас Мерсин у Турској). Како је краљичин дар нестао из храма, астроном Конон са Самоса је забележио како је Береникина коса у ствари узнета у небеса и претворена у сазвежђе (Береникина коса или Coma Berenices). Читав догађај опевао је песник Калимах, чија је песма фрагментарно сачувана. Срећом, сачуван је препев на латински римског песника Катула. У 18. веку читав догађај је пародиран у песми Александра Поупа Отмица локне (The Rape of the Lock).
Береника је убијена 221. по налогу свог сина Птолемеја IV Филопатора.
Астероид 653 Береника назван је по Береники II.